# Leptotyphlops adleri
Leptotyphlops adleri este o specie de șerpi din genul Leptotyphlops, familia Leptotyphlopidae, descrisă de Otto Hahn și Wallach 1998. Conform Catalogue of Life specia Leptotyphlops adleri nu are subspecii cunoscute.